# Rodijelja
Rodijelja (en serbe cyrillique: Родијеља) est un village du nord-est du Monténégro, dans la municipalité de Bijelo Polje.

## Démographie

### Évolution historique de la population[1]
| 1948 | 1953 | 1961 | 1971 | 1981 | 1991 | 2003 |
| ---- | ---- | ---- | ---- | ---- | ---- | ---- |
| 183  | 228  | 261  | 203  | 158  | 161  | 155  |